# 新川川 (宮城県)
新川川（にっかわがわ）は、宮城県仙台市青葉区を流れる名取川水系広瀬川支流の一級河川である。もとは「川」を重複させない新川（にっかわ）で、今もしばしばそう呼ばれる。一級河川としての管理区間は4.69キロメートルだが、上流部まであわせた長さは10数キロメートルある。

## 地理
宮城県仙台市太白区の北部の端にある奥羽山脈の面白山に源を発し、渓流を集めながら北沢川と南沢川が東に流れ出る。北沢川のほうが長く、青葉区に入って南沢川と合流する。合流点から新川川と呼ばれる。南東に2、3キロ行くと、右岸（南西から南方向）に細長い段丘が沿う。蛇行しながら東に流れ、宮の沢川を合わせて約3キロ東で広瀬川に合流する。
青葉区内では、右岸が新川地区、左岸が作並地区、合流点付近の左岸がニッカ地区である。上流から新川地区の段丘部に出るまでは渓谷の底を流れる。この区間では、仙山線がこの川と南沢に沿って通し、川下には八ツ森駅が存在していた、南沢川そばに奥新川駅が置かれる。右岸の新川地区は上が畑作地で、川下では水田も見られる。
広瀬川との合流点近くの仙台市青葉区ニッカ1番地に、ニッカウヰスキーの宮城峡蒸留所（仙台工場）がある。ウイスキー製造に使う水を新川川より採取している。ニッカと新川の音が似ている偶然に、創業者で当時の社長の竹鶴政孝が驚いたという逸話がある。ニッカ地区はニッカが同地に工場を建てたときに当時の宮城町が作並地区から割いて設けたもので、地区内にはニッカの工場しかない。

## 自然
ヤマメとイワナが釣れる。イワナは昭和の初め頃に放流され、繁殖したものという。
上流部には、日本国有鉄道が1961年（昭和36年）に作った新川ラインと1963年（昭和38年）に作った奥新川ラインというハイキングコースがある。5.4ロメートルの新川ラインは新川川にそって奥新川駅と廃駅・八ツ森駅を結び、3.6キロメートルの奥新川ラインは南沢にそって奥新川駅から上流に分け入るものである。現在は仙台市が管理している。
2011年度の調査で、山田橋下流での生物化学的酸素要求量(BOD)75%値は 0.5 mg/L であった。

## 支流
- 北沢川（北沢とも）
- 南沢川（南沢とも）
- 宮の沢川

## 橋梁
- 新川川橋梁 - 仙山線のトレッスル橋[3]。
- 清瀬橋
- 山田橋
- 新川滝倉橋 - ニッカウヰスキー工場内の橋。